# نیکولای کلیستوف
نیکولای کلیستوف (انگلیسی: Nikolai Khlystov; ۱۰ نوامبر ۱۹۳۲ – ۱۴ فوریهٔ ۱۹۹۹) بازیکن هاکی روی یخ اهل اتحاد جماهیر شوروی سوسیالیستی بود.